# Microsoft Intune

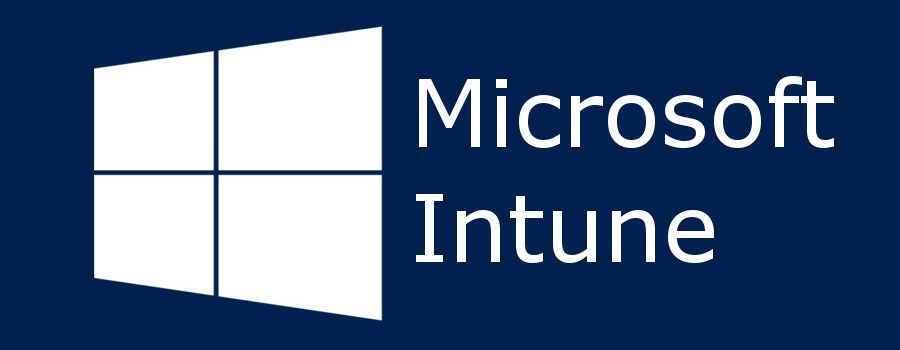

Microsoft Intune（マイクロソフト・インチューン）は、マイクロソフトのモバイルデバイス管理（MDM）ツールである。旧称はWindows Intune（ウィンドウズ・インチューン）。

## 概要
クライアントに導入されるIntuneクライアントソフトウェアと、クラウドベースの管理コンソールで構成される。
管理者は管理コンソールに自身のマイクロソフトアカウントでログインし、ここから、管理下にある各クライアントのマルウェアの検知状況や、セキュリティパッチの適用状況、ハードウェア構成やインストールされているソフトウェアなどの情報を一元管理することや、それぞれのクライアントにリモートログオンすることも可能である。
社内のIT管理者が自社のPCを管理する場合のほか、複数の顧客から管理を受託する外部のIT管理者の利用を想定して、複数アカウントの管理が可能になっている。

## 価格
年間契約の有償サービスであり、価格は地域によって異なる。最初の1年を経過した後は1ヶ月単位で解約することができる。